# Lev Rossošik
Lev Volkovič Rossošik (21. prosince 1946, Gorkij – 27. října 2018, Izrael) byl ruský sportovní novinář.

## Život
Narodil se v Gorkém, v rodině Volka Rossošika a Emmy Malkinové. V roce 1969 absolvoval s vyznamenáním francouzské oddělení Překladatelské fakulty Gorkého pedagogického institutu cizích jazyků.
Sportovní žurnalistice se začal věnovat v roce 1963 ještě jako student střední školy. Pracoval v Gorkém v novinách Leninskaja smena, v týdeníku Sportivnaja Moskva, v časopisu Olympijskaja panorama a v deníku Sovětskij sport. V 70. a 80. letech pracoval v tiskových střediscích největších soutěží v Sovětském svazu, včetně Spartakiady národů SSSR.
V roce 1991 založil spolu se skupinou novinářů ze Sovětského sportu noviny Sport-Express a po dobu 20 let v nich pracoval jako zástupce šéfredaktora. Od června 2011 byl vedoucím internetového portálu Čempionat.
Lev Rossošik pracoval na čtrnácti olympijských hrách, podával svědectví o událostech na mistrovstvích světa a Evropy ve více než 30 sportech, především ve volejbalu, šermu, rychlobruslení, komentoval volejbalové zápasy v televizních programech Sport a Matč TV. Zúčastnil se štafety s olympijským ohněm na hrách v Aténách (2004) a Turíně (2006).
Byl členem tiskové komise Mezinárodní volejbalové federace, působil jako místopředseda evropské sekce Mezinárodní asociace sportovního tisku (AIPS), první viceprezident Federace sportovních novinářů Ruska, vedoucí volejbalové komise AIPS, člen dozorčí rady Všeruské federace volejbalu, vedoucí tiskové pracovní skupiny organizačního výboru Soči 2014 .
Napsal několik knih o volejbalu, cyklistice, rychlobruslení, šermu a přispíval i do slovníků.
Zemřel po dlouhé nemoci na klinice v Izraeli.